# Televisione a definizione avanzata
480p è un'abbreviazione informale che identifica la modalità di visualizzazione del segnale video standardizzata come Enhanced-definition television (EDTV).

Differenze tra formati video 480i, 480p, 576i, 576p, 720p, 1080i e 1080p

Il suffisso p indica una modalità di scansione progressiva, ovvero non interlacciata, mentre il numero 480 indica la risoluzione verticale di 480 righe. 480i è l'abbreviazione per il formato EDTV interlacciato.

## Specifiche
La risoluzione standard EDTV orizzontale è uguale o inferiore a 854 pixel, e solitamente in campo informatico per la codifica digitale viene utilizzato un valore di 848, multiplo di 16, per compatibilità mod16, per il 16:9 e 640 pixel per il 4:3, analogo a quello della televisione a risoluzione tradizionale (SDTV), per gli apparecchi elettronici da collegare al televisore la risoluzione orizzontale standard è di 720, risoluzione intermedia tra i due formati d'aspetto e che ben si adatta ad entrambi. La velocità di quadro (o di semiquadro nel caso di segnale interlacciato) è di solito di 30 o 60 Hertz e può essere specificata dopo la lettera.

## Uso
Viene usato di solito nei paesi che seguivano lo standard NTSC (principalmente Nord America e Giappone) in quanto l'NTSC può rientrare nella risoluzione 480p30, sia pure con un segnale analogico e interlacciato. Grazie al raddoppio della risoluzione temporale, la versione 480p60 viene considerata TV a definizione potenziata (enhanced-definition television, EDTV). Il segnale 480p può essere trasportato da entrambi i formati di televisione digitale più diffusi, ATSC e DVB; nel caso del 480p30 può essere usato anche su DVD.

## Formati e standard
Le caratteristiche del video negli standard televisivi analogici maggiormente diffusi al mondo sono:  576 o 480 linee di risoluzione verticale delle immagini e frequenza rispettivamente di 25 o 30 immagini al secondo con scansione interlacciata. Questi formati video vengono indicati con le notazioni 576i50 (esistono anche altri tipi di notazione: 576i/50 oppure 576/50i) e 480i60, dove la lettera i sta per scansione interlacciata e i numeri 50 e 60 rappresentano i semiquadri al secondo (i semiquadri al secondo, usati nella scansione interlacciata, sono sempre il doppio delle immagini al secondo).
I formati video più popolari correlati alla EDTV invece sono: 576 o 480 linee (o pixel in caso di formato digitale) di risoluzione verticale delle immagini e frequenza rispettivamente di 50 o 60 immagini al secondo con scansione progressiva (576p50 e 480p60, dove la lettera "p" sta per scansione progressiva). Per un elenco completo degli standard televisivi che rientrano nella EDTV 
e dei corrispondenti formati video si veda la voce standard televisivi.
Al livello qualitativo superiore alla EDTV c'è la televisione ad alta definizione con formati video a 720, 1035, o 1080 linee (o pixel) di risoluzione verticale delle immagini.